# 普卢内乌尔特雷兹
普卢内乌尔特雷兹（法語：Plounéour-Trez，法語發音：[pluneuʁ tʁɛs]）是法国菲尼斯泰尔省的一个旧市镇，属于布雷斯特区。2017年，普卢内乌尔特雷兹与市镇布里尼奥冈普拉日合并为新市镇普卢内乌尔-布里尼奥冈普拉日。

## 地名
该地名“Plounéour-Trez”发音为[pluneuʁ tʁɛs]，字母“z”发音，《世界地名译名词典》将其误译作“普卢内乌尔-特雷”。

## 地理
普卢内乌尔特雷兹（48°39'2"N, 4°19'5"W）面积10.68 平方千米，位于法国布列塔尼大區菲尼斯泰尔省，该省份为法国最西部的省份，位于布列塔尼半岛西部，北西南三面环大西洋，东临阿摩尔滨海省和莫尔比昂省。
与普卢内乌尔特雷兹接壤的市镇（或旧市镇、城区）包括：布里尼奥冈普拉日、凯卢昂、普卢伊代尔、古尔旺。
普卢内乌尔特雷兹的时区为UTC+01:00、UTC+02:00（夏令时）。

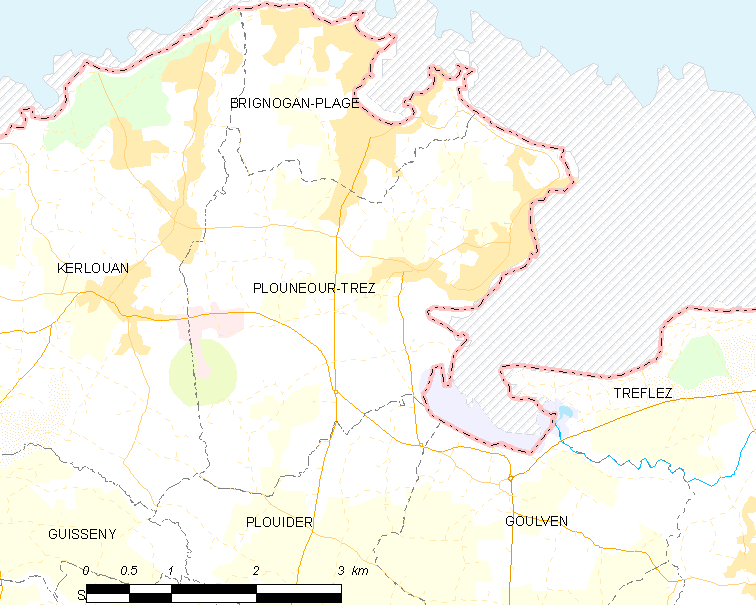
普卢内乌尔特雷兹的OSM定位图

## 行政
普卢内乌尔特雷兹的邮政编码为29890，INSEE市镇编码为29203。

## 政治
普卢内乌尔特雷兹所属的省级选区为莱斯讷旺县。

## 人口

1962-2008年间普卢内乌尔特雷兹人口变化图示

普卢内乌尔特雷兹于2018年1月1日时的人口数量为1181人。